# Stedelijk Museum Zwolle
Het Stedelijk Museum Zwolle was een in 1996 opgericht museum in de Overijsselse hoofdstad Zwolle, gevestigd aan de Melkmarkt 41. Dit museum was gevestigd in het voormalige Drostenhuis uit 1551 (met stijlkamers) en in een nieuwbouwdeel uit 1997 met expositieruimten. In 2017 werd het museum gesloten. In 2022 werd in hetzelfde gebouw het museum ANNO (museum) geopend.

## Achtergrond
Het Stedelijk Museum Zwolle kwam voort uit het samengaan van het voormalige Provinciaal Overijssels Museum (POM) en de Librije Hedendaagse Kunst.
Het museum toonde historische collecties, waaronder cultuurhistorische objecten, kunstwerken van Pieter van Noort en Hendrick ten Oever en andere 17e-eeuwse meesters. Ook exposeerde het hedendaagse kunst en cultuur en bood het wisselende tentoonstellingen. In het museum werden af en toe ook concerten gegeven. Voor scholieren werden regelmatig educatieve rondleidingen gegeven.

## Sluiting
In januari 2017 werd de sluiting van het Stedelijk Museum bekendgemaakt. De collectie zou overgaan naar het Historisch Centrum Overijssel. Dit besluit werd definitief bij een gemeenteraadsvergadering op 17 oktober van dat jaar. In de daaropvolgende nacht brak in het museum brand uit door een technisch defect, waarbij het gebouw en de collectie - waaronder schilderijen van verschillende bruikleengevers, wandkleden en meubels - beschadigd raakten.
De taken van het Stedelijk Museum zijn overgedragen aan Stichting Allemaal Zwolle.